# Bogusławki (województwo kujawsko-pomorskie)
Bogusławki – wieś w Polsce położona w województwie kujawsko-pomorskim, w powiecie toruńskim, w gminie Chełmża.
W latach 1975–1998 miejscowość administracyjnie należała do województwa toruńskiego. Według Narodowego Spisu Powszechnego (III 2011 r.) liczyła 87 mieszkańców. Jest 29. co do wielkości miejscowością gminy Chełmża.